# Giuseppina Grassini
Giuseppina Grassini, född 8 april 1773 i Varese, död 3 januari 1850 i Milano, var en italiensk kontraalt. Hon debuterade 1790 och avslutade sin karriär 1823. Hon var mest verksam i Italien och Frankrike. Hon hade år 1800 ett kortvarigt förhållande med Napoleon I, och var åren 1806–1815 kejserlig hovsångerska.